# Orkanen Irene
Orkanen Irene var den niende nordatlantiske storm, der blev tildelt et navn i 2011 , men den første atlantiske orkan.  Den blev dannet ved Puerto Rico mandag den 22. august og nåede op på kategori 3 på Saffir-Simpson-skalaen, inden den blev opløst. 
Irene ramte det nordamerikanske kontinent ved Cape Lookout i North Carolina, USA , hvor den dog efterhånden blev degraderet til en kategori 1-orkan.  Der bor ca. 65 mio. mennesker i de områder, Irene passerede på sin vej op ad den amerikanske østkyst . Torsdag den 25. august var Irene på satellitbilleder på størrelse med den amerikanske delstat Texas. 
Eksperter siger, at Irene kan koste op til 60 mia. kroner. 

## Land for land

### Puerto Rico
Klokken 13:00 GMT mandag den 22. august befandt Irene sig ca. 140 km vest-nordvest for San Juan på Puerto Rico og omkring 125 km. fra Punta Cana i den Dominikanske Republik . Strømmen forsvandt fra flere end 800.000 hjem i Puerto Rico, hvilket også skete i flere caribiske stater øst herfor . Den forårsagede skader i Puerto Rico mandag den 2. august 2011 , hvor over en million mennesker blev efterladt uden strøm efter floder var gået over deres bredder og vandet flød i gaderne med væltede træer til følge . Tirsdag den 23. august blev en 62-årig kvinde dræbt, da hun forsøgte at passere en flod, der var gået over sine bredder, i sin bil. 

### Dominikanske Republik
- Efter Puerto Rico nåede Irene til Dominikanske Republik dagen efter med 19 km/t (5 m/s) [5], men forventedes af udvikle sig til en kategori 4-orkan med middelvindstyrker på 213 km/t (59 m/s), når den passerede havvand på 30 grader [5]. Guvernøren på de Amerikanske Jomfruøer erklærede øerne i undtagelsestilstand, [16]
- Regeringen har pr. 25. august evakueret 38.000 mennesker pga. oversvømmelser, stigende vandstand i floderne og mudderskred. En 40-årig mand blev dræbt, da vandmasser ødelagde hans hjem og en 42-årig haitiansk indvandrer druknede i en flodbølge. [2]

### Haiti
- Søndag den 21. august udsendte Haitis nationale katastrofeberedskab et varsel om, at en orkan nærmede sig Haiti og nabolandet på øen Hispaniola, den Dominikanske Republik med 160 km/t (44 m/s), men den 24. august passerede Irene Haiti kun efterladende enkelte oversvømmelser i de nordlige regioner, hvor folk blev evakueret. [17]. Irene har forårsaget oversvømmelser i det nordøstlige Haiti, hvor befolkningen stadig bor i midlertidige teltlejre efter jordskævet i januar 2010. [18]
- FN sagde tirsdag den 23. august, at de gjorde klar til at hjælpe Haiti, der stadig lider efter jordskælvet i 2010. [19]
- FN har mere end 100.000 telte i reserve på Haiti og nok mad til at brødføde 500.000 mennesker i en måned medicin til 10.000 mennesker i en måned. [20]
- Pr. 26. august har Irene dræbt to mennesker på Haiti og 1.000 mennesker er evakueret. [20]
- Ifølge FN slap Haiti relavtivt nådigt. [2]

### Bahamas
- I Bahamas ødelagde Irene hjem, regeringsbygninger, skoler mv. [20] Den ramte dog først nogle knapts så beboede øer, hvilket skånede hovedstanden Nassau med 200.000 indbyggere. Irene er blot den tredje storm, der løber langs hele ø-kæden siden 1866. [2]
- I bebyggelserne, der er kendt som Lovely Bay og Chesters på Aklins Island er ca. 90% af hjemmene ødelagt og ikke længere beboelige og på Mayaguana med ca. 250 indbyggere er ca. 40 hjem ødelagt. [21]

### USA
- I Philadelphia ville 750.000 borgere blive tvangsevakueret og i staten New York erklærede guvernøren Andrew Cuomo undtagelsestilstand og i Washington D.C. blev elektriske ledninger beskyttet. [8]
- Lørdag den 27. august døde to mennesker i North Carolina [22] Den ene af hjerteanfald, den anden blev ramt af et træ. [23]
- Alle krigsskibe i Hampton Roads, Virginia blev beordret ud på havet, for at de ikke skulle blive ødelagt, da havnen kunne også risikere at blive ødelagt. [24]
- Kasinoerne i Atlantic City i New Jersey blev lukket pga. Irene, hvilket kun er sket tre gange før, nemlig da Orkanen Gloria kom forbi i 1985 og pga. statslig kontrol i 2006. [11]
- Der er udsendt orkanvarsel for North Carolina, Virginia, Washington D.C., Maryland, Delaware, New York, Pennsylvania, New Jersey, Connecticut, Rhode Island og Massachusetts frem til mandag [23]
- Flere end to mio. mennesker på østkysten blev bedt om at søge sikrere steder hen under Irenes hærgen. [7]
- Irene har foreløbig [25] dræbt 10 mennesker i USA [3]. Heriblandt en 55-åring vindsurfer og to børn, hvoraf den ene var en 11-årig dreng, hvor et træ vælede ned over hans hjem.[26][27][28]
- North Carolina slap nådigere end frygtet, men en halv million mennesker mistede strømmen og vandstanden er steget med knap to meter, men kan stige til 2,5 meter [29] og tagene huse har mistet deres tage og væltede træer spærrer vejene. [30]

#### New York
- De tre lufthavne omkring byen New York (John F. Kennedy International Airport, LaGuardia og Newark Liberty International Airport) blev lukket fra 27. august og blev først åbnet mandag morgen efter mere end 8.000 aflyste afgange. [31][3]
- Hvis stormen fortsatte på sit daværende spor, ville New York borgmester evakuere 270.000 mennesker lørdag den 27. august og staten New York var den femte delstat i USA, der erklærende undtagelsestilstand. [21]
- New Yorks undergrundsbane lukkede og fyrre teatre på Broadway aflyste forestillinger i weekenden den 27. – 28. august. [12]
- Irene nåede millionbyen New York søndag den 28. august om morgenen (hvilket var forventet på forhånd [32]), lokal tid med en hastighed på 26 km/t (7 m/s) [27] og med lyn, tornadoer og regnskyl. Irene blev dog nedgraderet til at være en tropisk storm. [27]

## Galleri
- Barrikaderet restaurant i New Jersey
- Irenes forventede rute